# Tornei di tennis femminili nel 1948
Prima della nascita del WTA Tour, ossia l'apertura alle tenniste professioniste dei tornei che prima di quell'anno erano riservati alle tenniste dilettanti, tutti gli eventi più importanti erano amatoriali, tra questi c'erano i tornei del Grande Slam: gli Australian Championships, gli Internazionali di Francia, il Torneo di Wimbledon e gli U.S. National Championships.

## Calendario

### Gennaio
| Settimana  | Torneo                                                                                     | Vincitore                                | Finalista                         | Semifinalisti | Eliminati ai quarti |
| ---------- | ------------------------------------------------------------------------------------------ | ---------------------------------------- | --------------------------------- | ------------- | ------------------- |
| 4 gennaio  | South Australian Championships 1948 Adelaide, Australia Singolare - Doppio                 | Dulcie Whittaker 3-6 6-2 6-4             | Nell Hopman                       |               |                     |
| 4 gennaio  | South Australian Championships 1948 Adelaide, Australia Singolare - Doppio                 | Mary Toomey Dulcie Whittaker 6-2 0-6 6-4 | Nell Hopman Dorothy Moran         |               |                     |
| 7 gennaio  | Cumberland Championships 1948 Sydney, Australia Singolare - Doppio                         | Alison Hattersley 5-7 6-2 8-6            | Dorn Fogarty                      |               |                     |
| 7 gennaio  | Cumberland Championships 1948 Sydney, Australia Singolare - Doppio                         |                                          |                                   |               |                     |
| 9 gennaio  | Dixie Championships 1948 Tampa, USA Terra rossa Singolare - Doppio                         | Doris Hart 6-1 6-3                       | Magda Rurac                       |               |                     |
| 9 gennaio  | Dixie Championships 1948 Tampa, USA Terra rossa Singolare - Doppio                         | Doris Hart Betty James 6-2 6-0           | Laura Lou Jahn Kunnen Magda Rurac |               |                     |
| 10 gennaio | New Zealand Championships 1948 Auckland, Nuova Zelanda Singolare - Doppio                  | Evelyn Attwood 6-2 8-6                   | Kerr                              |               |                     |
| 10 gennaio | New Zealand Championships 1948 Auckland, Nuova Zelanda Singolare - Doppio                  | J. McVay J. Robb                         |                                   |               |                     |
| 10 gennaio | Sydney Manly Seaside Championships 1948 Sydney, Australia Singolare - Doppio               | Nancy Wynne 6-2 6-1                      | Mary Bevis-Hawton                 |               |                     |
| 10 gennaio | Sydney Manly Seaside Championships 1948 Sydney, Australia Singolare - Doppio               |                                          |                                   |               |                     |
| 18 gennaio | Florida West Coast Championships 1948 Saint Petersburg, USA Terra rossa Singolare - Doppio | Magda Rurac 10-8 6-3                     | Shirley Fry                       |               |                     |
| 18 gennaio | Florida West Coast Championships 1948 Saint Petersburg, USA Terra rossa Singolare - Doppio |                                          |                                   |               |                     |
| 25 gennaio | Florida State Championships 1948 Orlando, USA Terra rossa Singolare - Doppio               | Shirley Fry 6-3 6-3                      | Magda Rurac                       |               |                     |
| 25 gennaio | Florida State Championships 1948 Orlando, USA Terra rossa Singolare - Doppio               |                                          |                                   |               |                     |
| 26 gennaio | Australian Championships 1948 Melbourne, Australia Erba Singolare - Doppio                 | Nancy Wynne Bolton 6-3 6-1               | Mary Toomey                       |               |                     |
| 26 gennaio | Australian Championships 1948 Melbourne, Australia Erba Singolare - Doppio                 | Thelma Coyne Nancy Wynne Bolton 6-3, 6-3 | Mary Bevis-Hawton Pat Jones       |               |                     |

### Febbraio
| Settimana   | Torneo                                                                                 | Vincitore                                             | Finalista                             | Semifinalisti | Eliminati ai quarti |
| ----------- | -------------------------------------------------------------------------------------- | ----------------------------------------------------- | ------------------------------------- | ------------- | ------------------- |
| 1º febbraio | Scandanavian Covered Court Championships 1948 Copenaghen, Danimarca Singolare - Doppio | Nelly Landry 6-3 6-3                                  | Vera Neilsen                          |               |                     |
| 1º febbraio | Scandanavian Covered Court Championships 1948 Copenaghen, Danimarca Singolare - Doppio | Nelly Landry T Salo 6-1 3-6 8-6                       | B Carlgren Bibi Gullbrandsson         |               |                     |
| 1º febbraio | Scandanavian Covered Court Championships 1948 Copenaghen, Danimarca Singolare - Doppio | Doppio misto: Nelly Landry Pierre Pellizza 6-1 6-4    | Vera Nielsen Henri Bolelli            |               |                     |
| 9 febbraio  | South Florida Championships 1948 West Palm Beach, USA Terra rossa Singolare - Doppio   | Magda Rurac 6-4 6-1                                   | Laura Lou Jahn Kunnen                 |               |                     |
| 9 febbraio  | South Florida Championships 1948 West Palm Beach, USA Terra rossa Singolare - Doppio   | Jean French Magda Rurac 6-0 6-1                       | Halser Laura Lou Jahn Kunnen          |               |                     |
| 15 febbraio | La Jolla Invitational 1948 La Jolla, USA Cemento Singolare - Doppio                    | Patricia Todd 6-1 6-1                                 | Betty Struthers                       |               |                     |
| 15 febbraio | La Jolla Invitational 1948 La Jolla, USA Cemento Singolare - Doppio                    |                                                       |                                       |               |                     |
| 15 febbraio | La Jolla Invitational 1948 La Jolla, USA Cemento Singolare - Doppio                    | Doppio misto: Helen Perez Robert Baker 6-3 6-1        | Beverly Baker George Gentry           |               |                     |
| 22 febbraio | University of Miami Championships 1948 Miami, USA Terra rossa Singolare - Doppio       | Doris Hart 6-2 1-6 8-6                                | Magda Rurac                           |               |                     |
| 22 febbraio | University of Miami Championships 1948 Miami, USA Terra rossa Singolare - Doppio       |                                                       |                                       |               |                     |
| 28 febbraio | Northern Suburbs Hard Court Championships 1948 Sydney, Australia Singolare - Doppio    | Clare Proctor 6-3 1-6 6-1                             | Phyllis Finn                          |               |                     |
| 28 febbraio | Northern Suburbs Hard Court Championships 1948 Sydney, Australia Singolare - Doppio    |                                                       |                                       |               |                     |
| 29 febbraio | French Covered Court Championships 1948 Lione, Francia Singolare - Doppio              | Nelly Landry 3-6 6-3 6-3                              | Colette Boegner                       |               |                     |
| 29 febbraio | French Covered Court Championships 1948 Lione, Francia Singolare - Doppio              | Colette Boegner Nelly Landry 7-9 6-3 6-2              | Jacqueline Patorni Anne-Marie Seghers |               |                     |
| 29 febbraio | French Covered Court Championships 1948 Lione, Francia Singolare - Doppio              | Doppio misto: Jacqueline Boutin Henri Bolelli 6-2 6-2 | Nelly Landry Jack Harper              |               |                     |

### Marzo
| Settimana | Torneo                                                                                               | Vincitore                                          | Finalista                             | Semifinalisti | Eliminati ai quarti |
| --------- | --- | -------------------------------------------------- | ------------------------------------- | ------------- | ------------------- |
| 13 marzo  | Melbourne Cricket Club Tournament Albert Park 1948 Melbourne, Australia Singolare - Doppio           | Nancy Wynne 6-1 6-3                                | Clare Proctor                         |               |                     |
| 13 marzo  | Melbourne Cricket Club Tournament Albert Park 1948 Melbourne, Australia Singolare - Doppio           | Nancy Wynne Clare Proctor 6-1 6-2                  | Dot Moran Joan Tuckfield              |               |                     |
| 14 marzo  | Egyptian International Cairo Championships 1948 Cairo, Egitto Terra rossa Singolare - Doppio         | Nelly Landry 6-2 6-3                               | Suzanne Pannetier                     |               |                     |
| 14 marzo  | Egyptian International Cairo Championships 1948 Cairo, Egitto Terra rossa Singolare - Doppio         | Nelly Landry Alice Weivers 6-2 6-4                 | Vera Mattar Suzanne Pannetier         |               |                     |
| 14 marzo  | Egyptian International Cairo Championships 1948 Cairo, Egitto Terra rossa Singolare - Doppio         | Doppio misto: Nelly Landry Roland Journu 6-1 6-3   | Alice Weivers Franjo Punčec           |               |                     |
| 14 marzo  | Swedish Covered Court Championships 1948 Stoccolma, Svezia Singolare - Doppio                        | Alva Bjorck 6-0 6-3                                | Bibbi Gillbrandsson                   |               |                     |
| 14 marzo  | Swedish Covered Court Championships 1948 Stoccolma, Svezia Singolare - Doppio                        |                                                    |                                       |               |                     |
| 20 marzo  | US Indoors 1948 New York, USA Campo indoor Singolare - Doppio                                        | Patricia Todd 3-6 6-3 6-2                          | Doris Hart                            |               |                     |
| 20 marzo  | US Indoors 1948 New York, USA Campo indoor Singolare - Doppio                                        | Doris Hart Barbara Scofield-Davidson 9-7 6-4       | Helen Rihbany Patricia Todd           |               |                     |
| 20 marzo  | US Indoors 1948 New York, USA Campo indoor Singolare - Doppio                                        | Doppio misto: Doris Hart Billy Talbert 6-3 0-6 6-2 | Patricia Todd Marcel Bernard          |               |                     |
| 21 marzo  | Carlton Club Championships 1948 Cannes, Francia Terra rossa Singolare - Doppio                       | Jacqueline Foy                                     | non conosciuta (bandiera)             |               |                     |
| 21 marzo  | Carlton Club Championships 1948 Cannes, Francia Terra rossa Singolare - Doppio                       |                                                    |                                       |               |                     |
| 22 marzo  | Bermuda International Championships 1948 Hamilton, Bermuda Terra rossa Singolare - Doppio            | Doris Hart 4-6 6-1 6-2                             | Patricia Todd                         |               |                     |
| 22 marzo  | Bermuda International Championships 1948 Hamilton, Bermuda Terra rossa Singolare - Doppio            | Doris Hart Barbara Scofield-Davidson 6-2 6-0       | Helen Rihbany Patricia Todd           |               |                     |
| 22 marzo  | Bermuda International Championships 1948 Hamilton, Bermuda Terra rossa Singolare - Doppio            | Doppio misto: Doris Hart Bill Talbert 6-3 6-?      | Patricia Todd Marcel Bernard          |               |                     |
| 28 marzo  | Egyptian International Alexandria Championships 1948 Alessandria d'Egitto, Egitto Singolare - Doppio | Nelly Landry 6-1 6-0                               | Alice Weivers                         |               |                     |
| 28 marzo  | Egyptian International Alexandria Championships 1948 Alessandria d'Egitto, Egitto Singolare - Doppio |                                                    |                                       |               |                     |
| 28 marzo  | South African Championships 1948 Johannesburg, Sudafrica Singolare - Doppio                          | Sheila Piercey Summers 6-1 6-4                     | Kay Stammers Menzies                  |               |                     |
| 28 marzo  | South African Championships 1948 Johannesburg, Sudafrica Singolare - Doppio                          | Betty Hilton Kay Stammers Menzies 6-1 6-3          | Mary Muller Shelia Summers            |               |                     |
| 28 marzo  | South African Championships 1948 Johannesburg, Sudafrica Singolare - Doppio                          | Doppio misto: Shelia Summers Eric Sturgess         | Bobbie Heine-Miller Nigel Farquharson |               |                     |
| 29 marzo  | Nice Lawn Tennis Club Championships 1948 Nizza, Francia Terra rossa Singolare - Doppio               | Annalisa Bossi                                     |                                       |               |                     |
| 29 marzo  | Nice Lawn Tennis Club Championships 1948 Nizza, Francia Terra rossa Singolare - Doppio               | Hilde Doleschell Zsuzsa Körmöczy                   |                                       |               |                     |
| 30 marzo  | Western Australian Championships 1948 Perth, Australia Singolare - Doppio                            | Mary Toomey 6-4 6-3                                | Nell Hopman                           |               |                     |
| 30 marzo  | Western Australian Championships 1948 Perth, Australia Singolare - Doppio                            |                                                    |                                       |               |                     |
| 30 marzo  | Darling Downs Championships 1948 Toowoomba, Australia Singolare - Doppio                             | Lavina Singleton Mills 6-3 4-6 6-3                 | Dorothy Kamp                          |               |                     |
| 30 marzo  | Darling Downs Championships 1948 Toowoomba, Australia Singolare - Doppio                             |                                                    |                                       |               |                     |

### Aprile
| Settimana | Torneo                                                                                           | Vincitore                                        | Finalista                                 | Semifinalisti | Eliminati ai quarti |
| --------- | ------------------------------------------------------------------------------------------------ | ------------------------------------------------ | ----------------------------------------- | ------------- | ------------------- |
| aprile    | Monte Carlo Cup 1948 Monte Carlo, Monte Carlo Terra rossa Singolare - Doppio                     | Zsuzsa Körmöczy                                  |                                           |               |                     |
| aprile    | Monte Carlo Cup 1948 Monte Carlo, Monte Carlo Terra rossa Singolare - Doppio                     | Zsuzsa Körmöczy Marta Peterdy-Wolf               |                                           |               |                     |
| 4 aprile  | Australian Hard Court Championships 1948 Launceston, Australia Terra rossa Singolare - Doppio    | Nancy Wynne 6-2 6-3                              | Sadie Berryman Newcombe                   |               |                     |
| 4 aprile  | Australian Hard Court Championships 1948 Launceston, Australia Terra rossa Singolare - Doppio    | Nancy Wynne Clare Proctor 7-5 6-2                | Mary Bevis-Hawton Sadie Berryman Newcombe |               |                     |
| 5 aprile  | Coral Beach Invitation 1948 Hamilton, Bermuda Singolare - Doppio                                 | Midge Buck 6-4 4-6 6-1                           | Hope Knowles Rawls                        |               |                     |
| 5 aprile  | Coral Beach Invitation 1948 Hamilton, Bermuda Singolare - Doppio                                 | Midge Buck Gertrude Moran 6-1 4-6 8-6            | Betty Rosenquest Pratt Magda Rurac        |               |                     |
| 5 aprile  | Coral Beach Invitation 1948 Hamilton, Bermuda Singolare - Doppio                                 | Doppio misto: Midge Buck Don McNeill 5-7 6-4 6-3 | Hope Knowles Rawls Bill Talbert           |               |                     |
| 8 aprile  | South American Championships 1948 Buenos Aires, Argentina Singolare - Doppio                     | Patricia Todd 7-5 6-4                            | Maria Teran de Weiss                      |               |                     |
| 8 aprile  | South American Championships 1948 Buenos Aires, Argentina Singolare - Doppio                     |                                                  |                                           |               |                     |
| 17 aprile | Cumberland Hard Court Championships 1948 Hampstead, Gran Bretagna Terra rossa Singolare - Doppio | Joan Curry 6-2 6-4                               | Molly Blair                               |               |                     |
| 17 aprile | Cumberland Hard Court Championships 1948 Hampstead, Gran Bretagna Terra rossa Singolare - Doppio | Joan Curry Peggy Dawson-Scott 6-1 6-3            | Molly Blair Jean Rinkel-Quertier          |               |                     |
| 25 aprile | River Oaks International Tennis Tournament 1948 Houston, USA Terra rossa Singolare - Doppio      | Gertrude Moran 6-2 6-4                           | Dorothy Knode-Head                        |               |                     |
| 25 aprile | River Oaks International Tennis Tournament 1948 Houston, USA Terra rossa Singolare - Doppio      | Dorothy Knode-Head Gertrude Moran 6-3 6-4        | Mary Jane Donnalley Patricia Eby          |               |                     |
| 26 aprile | Ojai Valley Championships 1948 Ojai, USA Cemento Singolare - Doppio                              | Louise Brough 6-2 6-2                            | Beverly Baker-Fleitz                      |               |                     |
| 26 aprile | Ojai Valley Championships 1948 Ojai, USA Cemento Singolare - Doppio                              |                                                  |                                           |               |                     |
| 26 aprile | Ojai Valley Championships 1948 Ojai, USA Cemento Singolare - Doppio                              | Doppio misto: Louise Brough Tom Chambers         |                                           |               |                     |

### Maggio
| Settimana | Torneo                                                                                          | Vincitore                                                   | Finalista                         | Semifinalisti | Eliminati ai quarti |
| --------- | ----------------------------------------------------------------------------------------------- | ----------------------------------------------------------- | --------------------------------- | ------------- | ------------------- |
| maggio    | Torneo di Long Beach 1948 Long Beach, USA Erba Singolare - Doppio                               | Beverly Baker-Fleitz 6-1 6-3                                | Helen Pastall                     |               |                     |
| maggio    | Torneo di Long Beach 1948 Long Beach, USA Erba Singolare - Doppio                               |                                                             |                                   |               |                     |
| 1º maggio | British Hard Court Championships 1948 Bournemouth, Gran Bretagna Terra rossa Singolare - Doppio | Betty Hilton 6-1 6-4                                        | Pam Bocquet                       |               |                     |
| 1º maggio | British Hard Court Championships 1948 Bournemouth, Gran Bretagna Terra rossa Singolare - Doppio | Betty Hilton Kay Stammers Menzies                           | Joy Gannon Jean Rinkel-Quertier   |               |                     |
| 16 maggio | Southern California Championships 1948 Los Angeles, USA Cemento Singolare - Doppio              | Louise Brough 6-1 8-6                                       | Helen Pastall                     |               |                     |
| 16 maggio | Southern California Championships 1948 Los Angeles, USA Cemento Singolare - Doppio              | Dodo Cheney Gracyn Kelleher 5-7 6-2 6-3                     | Gertrude Moran Helen Pastall      |               |                     |
| 20 maggio | The Priory 1948 Birmingham, Gran Bretagna Erba Singolare - Doppio                               | Betty Hilton 3-6 6-0 7-5                                    | Joan Curry                        |               |                     |
| 20 maggio | The Priory 1948 Birmingham, Gran Bretagna Erba Singolare - Doppio                               | Joan Curry Betty Hilton 6-4 10-8                            | Mary Halford Jean Rinkel-Quertier |               |                     |
| 20 maggio | The Priory 1948 Birmingham, Gran Bretagna Erba Singolare - Doppio                               | Doppio misto: Jean Rinkel-Quertier Khusru Madan 5-7 6-3 6-2 | Betty Hilton Eddie Mandelbaum     |               |                     |
| 23 maggio | Wide Bay Tennis Championships 1948 Bundaberg, Australia Singolare - Doppio                      | M. Donald 4-6 6-3 6-1                                       | Molloy                            |               |                     |
| 23 maggio | Wide Bay Tennis Championships 1948 Bundaberg, Australia Singolare - Doppio                      |                                                             |                                   |               |                     |
| 23 maggio | Maroochy Tennis Championships 1948 Nambour, Australia Singolare - Doppio                        | Lavina Singleton Mills 6-1 1-6 6-1                          | Watson                            |               |                     |
| 23 maggio | Maroochy Tennis Championships 1948 Nambour, Australia Singolare - Doppio                        |                                                             |                                   |               |                     |
| 30 maggio | Internazionali di Francia 1948 Parigi, Francia Terra rossa Singolare - Doppio                   | Nelly Landry 6-2 0-6 6-0                                    | Shirley Fry                       |               |                     |
| 30 maggio | Internazionali di Francia 1948 Parigi, Francia Terra rossa Singolare - Doppio                   | Doris Hart Patricia Todd 6-4, 6-2                           | Mary Arnold Prentiss Shirley Fry  |               |                     |

### Giugno
| Settimana | Torneo                                                                                    | Vincitore                                                                 | Finalista                               | Semifinalisti | Eliminati ai quarti |
| --------- | ----------------------------------------------------------------------------------------- | ------------------------------------------------------------------------- | --------------------------------------- | ------------- | ------------------- |
| giugno    | Utah Championships 1948 Salt Lake City, USA Singolare - Doppio                            | Beverly Baker-Fleitz 6-1 6-1                                              | Barbara Kimbrell                        |               |                     |
| giugno    | Utah Championships 1948 Salt Lake City, USA Singolare - Doppio                            | Beverly Baker-Fleitz Barbara Kimbrell 6-1 6-2                             | Chambers Tipton                         |               |                     |
| 5 giugno  | Northern Championships 1948 Manchester, Gran Bretagna Erba Singolare - Doppio             | Betty Hilton 6-3 8-6                                                      | Jean Bostock                            |               |                     |
| 5 giugno  | Northern Championships 1948 Manchester, Gran Bretagna Erba Singolare - Doppio             | Jean Bostock Betty Hilton 6-1 6-2                                         | Mrs RV Fontes Mrs M James               |               |                     |
| 5 giugno  | Northern Championships 1948 Manchester, Gran Bretagna Erba Singolare - Doppio             | Doppio misto: Jean Bostock John Bromwich 6-4 2-6 6-2                      | Betty Hilton Eric Sturgess              |               |                     |
| 6 giugno  | Belgium International Championships 1948 Bruxelles, Belgio Terra rossa Singolare - Doppio | Patricia Todd 6-2 6-2                                                     | Zsuzsa Körmöczy                         |               |                     |
| 6 giugno  | Belgium International Championships 1948 Bruxelles, Belgio Terra rossa Singolare - Doppio | Doris Hart Patricia Todd 6-1 6-4                                          | Mary Arnold Prentiss Shirley Fry        |               |                     |
| 6 giugno  | Belgium International Championships 1948 Bruxelles, Belgio Terra rossa Singolare - Doppio | Doppio misto: Mary Arnold Prentiss Dragutin Mitic 7-5 6-1                 | Barbara Scofield Philippe Washer        |               |                     |
| 12 giugno | Kent Championships 1948 Beckenham, Gran Bretagna Erba Singolare - Doppio                  | Maria Teran de Weiss 7-5 6-1                                              | Patsy Rodgers                           |               |                     |
| 12 giugno | Kent Championships 1948 Beckenham, Gran Bretagna Erba Singolare - Doppio                  | Enid Andrews Patsy Rodgers 6-2 8-6                                        | Margaret Carlisle Margaret Urlwin-Smith |               |                     |
| 12 giugno | Kent Championships 1948 Beckenham, Gran Bretagna Erba Singolare - Doppio                  | Doppio misto: Rita Anderson A Russell 6-1 9-7                             | Bea Carris Frank Sedgman                |               |                     |
| 12 giugno | West of England Championships 1948 Bristol, Gran Bretagna Erba Singolare - Doppio         | Joan Curry 6-2 6-3                                                        | Pam Bocquet                             |               |                     |
| 12 giugno | West of England Championships 1948 Bristol, Gran Bretagna Erba Singolare - Doppio         | Joan Curry J Moss 4-6 6-4 6-2                                             | Pam Bocquet Wendy Stork                 |               |                     |
| 12 giugno | West of England Championships 1948 Bristol, Gran Bretagna Erba Singolare - Doppio         | Doppio misto: Wendy Stork Subba Sawhney 6-1 4-6 6-1                       | Joan Curry Sumant Misra                 |               |                     |
| 13 giugno | California State Championships 1948 Berkeley, USA Cemento Singolare - Doppio              | Dorothy Knode-Head 2-6 6-3 6-3                                            | Virginia Wolfenden Kovacs               |               |                     |
| 13 giugno | California State Championships 1948 Berkeley, USA Cemento Singolare - Doppio              | Nancy Chaffee Kiner Arvilla McGuire 6-4 7-5                               | Dorothy Knode-Head Wilma Smith          |               |                     |
| 13 giugno | Southern Championships 1948 New Orleans, USA Terra rossa Singolare - Doppio               | Baba Lewis 15-13 6-4                                                      | Marta Barnett                           |               |                     |
| 13 giugno | Southern Championships 1948 New Orleans, USA Terra rossa Singolare - Doppio               | Jean Clarke Baba Lewis 6-3 6-3                                            | Marta Barnett Nancy Pearce              |               |                     |
| 13 giugno | Southern Championships 1948 New Orleans, USA Terra rossa Singolare - Doppio               | Doppio misto: Baba Lewis Herbert Behrens 6-3 6-3                          | Marta Barnett William Westerfield       |               |                     |
| 14 giugno | Victorian Hard Court Championships 1948 Melbourne, Australia Singolare - Doppio           | Dulcie Whittaker 6-1 6-4                                                  | Marie Toomey                            |               |                     |
| 14 giugno | Victorian Hard Court Championships 1948 Melbourne, Australia Singolare - Doppio           |                                                                           |                                         |               |                     |
| 19 giugno | Queen's Club Championships 1948 Londra, Gran Bretagna Erba Singolare - Doppio             | Doris Hart titolo condiviso (sospesa per pioggia)                         | Margaret Osborne                        |               |                     |
| 19 giugno | Queen's Club Championships 1948 Londra, Gran Bretagna Erba Singolare - Doppio             | Mary Arnold Prentiss Louise Brough titolo condiviso (sospesa per pioggia) | Shirley Fry Margaret Osborne            |               |                     |
| 21 giugno | Heart of America Tournament 1948 Kansas City, USA Terra rossa Singolare - Doppio          | Magda Rurac 6-0 6-8 6-2                                                   | Marta Barnett                           |               |                     |
| 21 giugno | Heart of America Tournament 1948 Kansas City, USA Terra rossa Singolare - Doppio          | Marta Barnett Baba Lewis 7-5 6-4                                          | Doris Jensen Magda Rurac                |               |                     |
| 27 giugno | Coronado Invitation 1948 Los Angeles, USA Cemento Singolare - Doppio                      | Gertrude Moran 7-5 8-6                                                    | Beverly Baker-Fleitz                    |               |                     |
| 27 giugno | Coronado Invitation 1948 Los Angeles, USA Cemento Singolare - Doppio                      | Gracyn Kelleher Pay Yeomans 6-4 11-13 6-4                                 | Jean Doyle Betty Struthers              |               |                     |

### Luglio
| Settimana | Torneo                                                                                            | Vincitore                                                                      | Finalista                             | Semifinalisti | Eliminati ai quarti |
| --------- | ------------------------------------------------------------------------------------------------- | ------------------------------------------------------------------------------ | ------------------------------------- | ------------- | ------------------- |
| luglio    | Natal Championships 1948 Durban, Sudafrica Cemento Singolare - Doppio                             | Toots Watermeyer 6-4 8-6                                                       | Ruth Stevens                          |               |                     |
| luglio    | Natal Championships 1948 Durban, Sudafrica Cemento Singolare - Doppio                             |                                                                                |                                       |               |                     |
| luglio    | West Canadian Championships 1948 Vancouver, Canada Singolare - Doppio                             | Beverly Baker-Fleitz                                                           | Maureen Connolly                      |               |                     |
| luglio    | West Canadian Championships 1948 Vancouver, Canada Singolare - Doppio                             |                                                                                |                                       |               |                     |
| luglio    | Washington State Championships 1948 Washington, USA Singolare - Doppio                            | Beverly Baker-Fleitz                                                           | Maureen Connolly                      |               |                     |
| luglio    | Washington State Championships 1948 Washington, USA Singolare - Doppio                            |                                                                                |                                       |               |                     |
| 2 luglio  | Torneo di Wimbledon 1948 Londra, Gran Bretagna Erba Singolare - Doppio                            | Louise Brough 6-3 8-6                                                          | Doris Hart                            |               |                     |
| 2 luglio  | Torneo di Wimbledon 1948 Londra, Gran Bretagna Erba Singolare - Doppio                            | Louise Brough Margaret Osborne 6-3, 3-6, 6-3                                   | Doris Hart Patricia Todd              |               |                     |
| 5 luglio  | Tri-State Championships 1948 Cincinnati, USA Singolare - Doppio                                   | Dorothy Knode-Head 6-4 6-4                                                     | Baba Lewis                            |               |                     |
| 5 luglio  | Tri-State Championships 1948 Cincinnati, USA Singolare - Doppio                                   | Dorothy Head Magda Rurac 3-6, 6-4, 6-2                                         | Betty Pratt Margaret Varner Bloss     |               |                     |
| 10 luglio | Irish Championships 1948 Dublino, Irlanda Erba Singolare - Doppio                                 | Sheila Piercey Summers 9-7 6-1                                                 | Mary Muller                           |               |                     |
| 10 luglio | Irish Championships 1948 Dublino, Irlanda Erba Singolare - Doppio                                 | Betty Hilton Mary Muller 6-0 6-4                                               | Thelma Lister Sheila Piercey Summers  |               |                     |
| 10 luglio | Irish Championships 1948 Dublino, Irlanda Erba Singolare - Doppio                                 | Doppio misto: Sheila Piercey Summers Eric Sturgess 6-0 6-1                     | Mary Halford Dennis Slack             |               |                     |
| 10 luglio | Midland Counties Championships 1948 Edgbaston, Gran Bretagna Singolare - Doppio                   | Barbara Knapp 7-5 6-0                                                          | Dorothy Round-Little                  |               |                     |
| 10 luglio | Midland Counties Championships 1948 Edgbaston, Gran Bretagna Singolare - Doppio                   | Joan Curry Billie Yorke walkover                                               | Freda Hammersley Dorothy Round-Little |               |                     |
| 10 luglio | Midland Counties Championships 1948 Edgbaston, Gran Bretagna Singolare - Doppio                   | Doppio misto: Joan Curry Jean Borotra 5-7 7-5 6-2                              | Freda Hammersley Raymundo Deyro       |               |                     |
| 10 luglio | East Of England Championships 1948 Felixstowe, Gran Bretagna Erba Singolare - Doppio              | Jean Bostock 11-9 6-2                                                          | Jean Rinkel-Quertier                  |               |                     |
| 10 luglio | East Of England Championships 1948 Felixstowe, Gran Bretagna Erba Singolare - Doppio              | Jean Bostock Jean Rinkel-Quertier 6-0 6-0                                      | Joey David Patsy Rodgers              |               |                     |
| 10 luglio | East Of England Championships 1948 Felixstowe, Gran Bretagna Erba Singolare - Doppio              | Doppio misto: Jean Bostock Robert Nicoll                                       | Jean Rinkel-Quertier Mr Quertier      |               |                     |
| 11 luglio | Colorado State Championships 1948 Denver, USA Cemento Singolare - Doppio                          | Beverly Baker-Fleitz 6-0 6-3                                                   | Maureen Connolly                      |               |                     |
| 11 luglio | Colorado State Championships 1948 Denver, USA Cemento Singolare - Doppio                          |                                                                                |                                       |               |                     |
| 11 luglio | New Jersey State Championships 1948 Maplewood, USA Singolare - Doppio                             | Barbara Ann Wilkens 6-3 7-9 6-4                                                | Betty Rosenquest Pratt                |               |                     |
| 11 luglio | New Jersey State Championships 1948 Maplewood, USA Singolare - Doppio                             | Haney Stuhler                                                                  | Morrison Barbara Ann Wilkens          |               |                     |
| 17 luglio | Welsh Championships 1948 Newport, Gran Bretagna Erba Singolare - Doppio                           | Joan Curry 6-3 7-5                                                             | Georgie Woodgate                      |               |                     |
| 17 luglio | Welsh Championships 1948 Newport, Gran Bretagna Erba Singolare - Doppio                           | Joan Curry Mary Halford titolo condiviso (sospesa per pioggia)                 | Billie Woodgate Georgie Woodgate      |               |                     |
| 17 luglio | Welsh Championships 1948 Newport, Gran Bretagna Erba Singolare - Doppio                           | Doppio misto: Mary Halford Dennis Slack titolo condiviso (sospesa per pioggia) | Georgie Woodgate Czeslaw Spychala     |               |                     |
| 17 luglio | Middle State Women's Grass 1948 Filadelfia, USA Erba Singolare - Doppio                           | Hope Rawls 7-5 4-6 10-8                                                        | Madge Harshaw Vosters                 |               |                     |
| 17 luglio | Middle State Women's Grass 1948 Filadelfia, USA Erba Singolare - Doppio                           | Hope Rawls Madge Harshaw Vosters 1-6 6-1 6-1                                   | Virginia Lee Boyer Hope Rawls         |               |                     |
| 17 luglio | Pacific Northwest Championships 1948 Tacoma, USA Singolare - Doppio                               | Beverly Baker-Fleitz 6-2 6-1                                                   | Maureen Connolly                      |               |                     |
| 17 luglio | Pacific Northwest Championships 1948 Tacoma, USA Singolare - Doppio                               | Beverly Baker-Fleitz Barbara Kimbrell 5-7 6-4 6-4                              | Maureen Connolly Patsy Zellmer        |               |                     |
| 18 luglio | US Clay Court Championships 1948 River Forest, USA Terra rossa Singolare                          | Magda Rurac 6-2 6-0                                                            | Dorothy Knode-Head                    |               |                     |
| 24 luglio | Swedish International Hard Court Championships 1948 Båstad, Svezia Terra rossa Singolare - Doppio | Hilde Sperling 8-6 0-6 6-1                                                     | Jadwiga Jędrzejowska                  |               |                     |
| 24 luglio | Swedish International Hard Court Championships 1948 Båstad, Svezia Terra rossa Singolare - Doppio |                                                                                |                                       |               |                     |
| 24 luglio | Pennsylvania Lawn Tennis Championship 1948 Haverford, USA Erba Singolare - Doppio                 | Virginia Wolfenden Kovacs 6-2 6-4                                              | Magde Vosters                         |               |                     |
| 24 luglio | Pennsylvania Lawn Tennis Championship 1948 Haverford, USA Erba Singolare - Doppio                 | Midge Buck Virginia Wolfenden Kovacs 8-6 6-1                                   | Dorothy Knode-Head Magda Rurac        |               |                     |
| 25 luglio | South Queensland Championships 1948 Ipswich, Australia Singolare - Doppio                         | Lavina Singleton Mills 6-4 6-4                                                 | Heather Hargraves                     |               |                     |
| 25 luglio | South Queensland Championships 1948 Ipswich, Australia Singolare - Doppio                         |                                                                                |                                       |               |                     |
| 31 luglio | Canadian Championships 1948 Vancouver, Canada Singolare - Doppio                                  | Patricia Macken 2-6 8-6 6-2                                                    | Elaine Fildes                         |               |                     |
| 31 luglio | Canadian Championships 1948 Vancouver, Canada Singolare - Doppio                                  | Frank Fisher Mary Green 6-4 10-8                                               | Ann Freedhoff Pat Lowe                |               |                     |

### Agosto
| Settimana | Torneo                                                                                                | Vincitore                                      | Finalista                            | Semifinalisti | Eliminati ai quarti |
| --------- | --- | ---------------------------------------------- | ------------------------------------ | ------------- | ------------------- |
| 1º agosto | Seabright Invitational 1948 Seabright, USA Erba Singolare - Doppio                                    | Gertrude Moran 6-2 6-2                         | Louise Snow Isaacs                   |               |                     |
| 1º agosto | Seabright Invitational 1948 Seabright, USA Erba Singolare - Doppio                                    | Midge Buck Virginia Wolfenden Kovacs 7-5 6-1   | Betty Rosenquest Pratt Magda Rurac   |               |                     |
| 3 agosto  | Czechoslovakian International Championships 1948 Praga, Cecoslovacchia Terra rossa Singolare - Doppio | Mme Erdodi 6-3 6-2                             | V Zdviholova                         |               |                     |
| 3 agosto  | Czechoslovakian International Championships 1948 Praga, Cecoslovacchia Terra rossa Singolare - Doppio |                                                |                                      |               |                     |
| 3 agosto  | Czechoslovakian International Championships 1948 Praga, Cecoslovacchia Terra rossa Singolare - Doppio | Doppio misto: Mme Erdodi Zoltan Katona 6-2 6-2 | Mme Toulova V Zabrodsky              |               |                     |
| 7 agosto  | Hampshire Championships 1948 Bournemouth, Gran Bretagna Singolare - Doppio                            | Jean Walker-Smith 6-3 4-6 6-2                  | Kay Tuckey                           |               |                     |
| 7 agosto  | Hampshire Championships 1948 Bournemouth, Gran Bretagna Singolare - Doppio                            |                                                |                                      |               |                     |
| 8 agosto  | Maidstone Invitation 1948 East Hampton, USA Erba Singolare - Doppio                                   | Louise Brough 7-5 3-6 6-3                      | Margaret Osborne                     |               |                     |
| 8 agosto  | Maidstone Invitation 1948 East Hampton, USA Erba Singolare - Doppio                                   | Louise Brough Margaret Osborne 6-2 6-4         | Doris Hart Patricia Todd             |               |                     |
| 15 agosto | National Public Parks Championships 1948 Los Angeles, USA Cemento Singolare - Doppio                  | Mary Arnold Prentiss 6-4 6-3                   | Betty Struthers                      |               |                     |
| 15 agosto | National Public Parks Championships 1948 Los Angeles, USA Cemento Singolare - Doppio                  | Mary Arnold Prentiss Alice Wanee 1-6 6-1 7-5   | Barbara Dawson Betty Struthers       |               |                     |
| 15 agosto | Eastern Grass Court Championships 1948 Orange, USA Erba Singolare - Doppio                            | Louise Brough 6-3 8-6                          | Margaret Osborne                     |               |                     |
| 15 agosto | Eastern Grass Court Championships 1948 Orange, USA Erba Singolare - Doppio                            | Louise Brough Margaret Osborne 6-2 4-6 6-4     | Doris Hart Patricia Todd             |               |                     |
| 21 agosto | Essex County Championships 1948 Manchester, USA Erba Singolare - Doppio                               | Doris Hart 6-1 6-2                             | Helen Rihbany                        |               |                     |
| 21 agosto | Essex County Championships 1948 Manchester, USA Erba Singolare - Doppio                               | Shirley Fry Sheila Piercey Summers 6-2 6-4     | Midge Buck Virginia Wolfenden Kovacs |               |                     |
| 24 agosto | Swedish Hard Court Championships 1948 Stoccolma, Svezia Erba Singolare - Doppio                       | Bibbi Gullbrandsson-Sanden 6-1 6-3             | Hall                                 |               |                     |
| 24 agosto | Swedish Hard Court Championships 1948 Stoccolma, Svezia Erba Singolare - Doppio                       |                                                |                                      |               |                     |

### Settembre
| Settimana    | Torneo                                                                                        | Vincitore                                        | Finalista                     | Semifinalisti | Eliminati ai quarti |
| ------------ | --------------------------------------------------------------------------------------------- | ------------------------------------------------ | ----------------------------- | ------------- | ------------------- |
| settembre    | Istanbul International Championships 1948 Istanbul, Turchia Singolare - Doppio                | Mualla Gorodetzky 6-0 4-6 9-7                    | Vera Mattar                   |               |                     |
| settembre    | Istanbul International Championships 1948 Istanbul, Turchia Singolare - Doppio                |                                                  |                               |               |                     |
| 5 settembre  | Sydney Metropolitan Hard Court Championships 1948 Sydney, Australia Singolare - Doppio        | Mary Bevis-Hawton 2-6 6-4 6-0                    | Joyce Fitch                   |               |                     |
| 5 settembre  | Sydney Metropolitan Hard Court Championships 1948 Sydney, Australia Singolare - Doppio        |                                                  |                               |               |                     |
| 6 settembre  | Turkey International Championships 1948 Ankara, Turchia Singolare - Doppio                    | Vera Mattar 3-6 7-5 13-11                        | Mualla Gorodetzky             |               |                     |
| 6 settembre  | Turkey International Championships 1948 Ankara, Turchia Singolare - Doppio                    |                                                  |                               |               |                     |
| 11 settembre | South of England Championships 1948 Eastbourne, Gran Bretagna Erba Singolare - Doppio         | Jean Walker-Smith 7-5 6-4                        | Gem Hoahing                   |               |                     |
| 11 settembre | South of England Championships 1948 Eastbourne, Gran Bretagna Erba Singolare - Doppio         | Gem Hoahing Margot Parker 3-6 6-3 8-6            | Joan Curry Peggy Dawson-Scott |               |                     |
| 11 settembre | South of England Championships 1948 Eastbourne, Gran Bretagna Erba Singolare - Doppio         | Doppio misto: Barbara Knapp Gerry Oakley 6-2 6-2 | Gem Hoahing Tommy Anderson    |               |                     |
| 13 settembre | New South Wales Hard Court Championships 1948 Dubbo, Australia Terra rossa Singolare - Doppio | Esme Ashford 6-2 7-5                             | Joyce Fitch                   |               |                     |
| 13 settembre | New South Wales Hard Court Championships 1948 Dubbo, Australia Terra rossa Singolare - Doppio | Esme Ashford Gwen Bryant 6-4 6-2                 | E Fergusson Hawkins           |               |                     |
| 19 settembre | U.S. National Championships 1948 New York, USA Erba Singolare - Doppio                        | Margaret Osborne 4-6 6-4 15-13                   | Louise Brough                 |               |                     |
| 19 settembre | U.S. National Championships 1948 New York, USA Erba Singolare - Doppio                        | Louise Brough Margaret Osborne 6-4, 8-10, 6-1    | Patricia Todd Doris Hart      |               |                     |

### Ottobre
| Settimana  | Torneo                                                                                      | Vincitore                                                                | Finalista                                        | Semifinalisti | Eliminati ai quarti |
| ---------- | ------------------------------------------------------------------------------------------- | ------------------------------------------------------------------------ | ------------------------------------------------ | ------------- | ------------------- |
| 3 ottobre  | Pacific Southwest Championships 1948 Los Angeles, USA Cemento Singolare - Doppio            | Louise Brough 6-2 6-3                                                    | Beverly Baker-Fleitz                             |               |                     |
| 3 ottobre  | Pacific Southwest Championships 1948 Los Angeles, USA Cemento Singolare - Doppio            | Louise Brough Margaret Osborne 6-1 6-2                                   | Nelly Landry Sheila Piercey Summers              |               |                     |
| 4 ottobre  | ACT Championships 1948 Canberra, Australia Singolare - Doppio                               | Beryl Penrose Collier 5-7 8-6 9-7                                        | F. Mathews                                       |               |                     |
| 4 ottobre  | ACT Championships 1948 Canberra, Australia Singolare - Doppio                               |                                                                          |                                                  |               |                     |
| 10 ottobre | US Hard Court Championships 1948 San Francisco, USA Cemento Singolare - Doppio              | Gertrude Moran 2-6 6-1 6-2                                               | Virginia Wolfenden Kovacs                        |               |                     |
| 10 ottobre | US Hard Court Championships 1948 San Francisco, USA Cemento Singolare - Doppio              | Louise Brough Margaret Osborne 6-3 6-3                                   | Sheila Piercey Summers Virginia Wolfenden Kovacs |               |                     |
| 10 ottobre | US Hard Court Championships 1948 San Francisco, USA Cemento Singolare - Doppio              | Doppio misto: Margaret Osborne Tom Brown 9-7 (sospesa, titolo condiviso) | Gertrude Moran Vic Seixas                        |               |                     |
| 10 ottobre | Sydney Metropolitan Grass Court Championships 1948 Sydney, Australia Singolare - Doppio     | Thelma Coyne 8-6 6-1                                                     | Joyce Fitch                                      |               |                     |
| 10 ottobre | Sydney Metropolitan Grass Court Championships 1948 Sydney, Australia Singolare - Doppio     | Joyce Fitch Thelma Coyne                                                 | Esme Ashford Mary Bevis-Hawton                   |               |                     |
| 16 ottobre | British Covered Court Championships 1948 Londra, Gran Bretagna Singolare - Doppio           | Gem Hoahing 1-6 6-3 7-5                                                  | Joan Curry                                       |               |                     |
| 16 ottobre | British Covered Court Championships 1948 Londra, Gran Bretagna Singolare - Doppio           | Joan Curry Jean Rinkel-Quertier 6-3 4-6 6-0                              | Mary Halford Bea Walter                          |               |                     |
| 16 ottobre | British Covered Court Championships 1948 Londra, Gran Bretagna Singolare - Doppio           | Doppio misto: Bea Walter Jean Borotra 6-3 9-7                            | Patsy O'Connell CM Jones                         |               |                     |
| 24 ottobre | Pan American International Championships 1948 Città del Messico, Messico Singolare - Doppio | Sheila Piercey Summers 11-9 6-2                                          | Dorothy Knode-Head                               |               |                     |
| 24 ottobre | Pan American International Championships 1948 Città del Messico, Messico Singolare - Doppio | Nelly Landry Sheila Piercey Summers 7-5 6-3                              | Joy Gannon Dorothy Knode-Head                    |               |                     |
| 24 ottobre | Pan American International Championships 1948 Città del Messico, Messico Singolare - Doppio | Doppio misto: Dorothy Knode-Head Armando Vega 3-6 7-5 6-4                | Nelly Landry Jaroslav Drobny                     |               |                     |

### Novembre
| Settimana   | Torneo                                                                                   | Vincitore                                               | Finalista                                     | Semifinalisti | Eliminati ai quarti |
| ----------- | ---------------------------------------------------------------------------------------- | ------------------------------------------------------- | --------------------------------------------- | ------------- | ------------------- |
| novembre    | Southern Transvaal Championships 1948 Johannesburg, Sudafrica Cemento Singolare - Doppio | Toots Watermeyer 6-0 6-0                                | Beryl Bartlett                                |               |                     |
| novembre    | Southern Transvaal Championships 1948 Johannesburg, Sudafrica Cemento Singolare - Doppio |                                                         |                                               |               |                     |
| novembre    | Australian Hard Court Championships 1948 Launceston, Australia Singolare - Doppio        | Nancy Wynne 6-2 6-3                                     | Sadie Berryman Newcombe                       |               |                     |
| novembre    | Australian Hard Court Championships 1948 Launceston, Australia Singolare - Doppio        |                                                         |                                               |               |                     |
| 7 novembre  | Queensland Championships 1948 Brisbane, Australia Singolare - Doppio                     | Lavina Singleton Mills 6-2 9-7                          | Heather Hargraves                             |               |                     |
| 7 novembre  | Queensland Championships 1948 Brisbane, Australia Singolare - Doppio                     |                                                         |                                               |               |                     |
| 27 novembre | New South Wales Championships 1948 Sydney, Australia Erba Singolare - Doppio             | Doris Hart 1-6 6-4 6-2                                  | Joyce Fitch                                   |               |                     |
| 27 novembre | New South Wales Championships 1948 Sydney, Australia Erba Singolare - Doppio             | Doris Hart Nancy Wynne 6-2 9-7                          | Mary Toomey Dulcie Whittaker                  |               |                     |
| 27 novembre | New South Wales Championships 1948 Sydney, Australia Erba Singolare - Doppio             | Doppio misto: Doris Hart Frank Sedgman 6-4 6-4          | Nancy Wynne Colin Long                        |               |                     |
| 29 novembre | Argentina International Championships 1948 Buenos Aires, Argentina Singolare - Doppio    | Patricia Todd 7-5 6-4                                   | Maria Teran de Weiss                          |               |                     |
| 29 novembre | Argentina International Championships 1948 Buenos Aires, Argentina Singolare - Doppio    | Mary Arnold Prentiss Patricia Todd 7-5 7-5              | Maria Teran de Weiss Felisa Piedrola de Zappa |               |                     |
| 29 novembre | Argentina International Championships 1948 Buenos Aires, Argentina Singolare - Doppio    | Doppio misto: Patricia Todd Alejo Russell 12-10 3-6 6-1 | Mary Arnold Prentiss Enrique Morea            |               |                     |

### Dicembre
| Settimana   | Torneo                                                                           | Vincitore                          | Finalista                  | Semifinalisti | Eliminati ai quarti |
| ----------- | -------------------------------------------------------------------------------- | ---------------------------------- | -------------------------- | ------------- | ------------------- |
| dicembre    | Eastern Province Championships 1948 Port Elizabeth, Sudafrica Singolare - Doppio | Toots Watermeyer 6-0 6-4           | Hazel Redick-Smith         |               |                     |
| dicembre    | Eastern Province Championships 1948 Port Elizabeth, Sudafrica Singolare - Doppio |                                    |                            |               |                     |
| 13 dicembre | Victorian Championships 1948 Melbourne, Australia Singolare - Doppio             | Doris Hart 6-1 9-7                 | Nancy Wynne                |               |                     |
| 13 dicembre | Victorian Championships 1948 Melbourne, Australia Singolare - Doppio             | Joyce Fitch Doris Hart 3-6 6-2 6-4 | Nancy Wynne Sadie Newcombe |               |                     |
| 28 dicembre | Border Championships 1948 East London, Sudafrica Singolare - Doppio              | Joan Bowyer 7-5 3-6 6-3            | P Curlewis                 |               |                     |
| 28 dicembre | Border Championships 1948 East London, Sudafrica Singolare - Doppio              | Pretouris van Straaten 6-2 6-4     | Jaffe Rathbone             |               |                     |
| 28 dicembre | Border Championships 1948 East London, Sudafrica Singolare - Doppio              | Doppio misto: Farquharsen 7-5 6-3  | du Toit G Heyns            |               |                     |